# Copelatus ibrahimi
Copelatus ibrahimi – gatunek wodnego chrząszcza z rodziny pływakowatych i podrodziny Copelatinae.

## Taksonomia
Gatunek opisali w 2000 roku Samy Zalat, Rowaida Saleh, Robert Angus oraz Ahmed Kashef. Holotypem jest samiec odłowiony w 1991, a paratypami 3 samce i 6 samic, odłowionych w latach 1991–94.

## Opis
Ciało szeroko-podłużno-owalne, w większości przypłaszczone, długości od 4,8 do 5 mm, ubarwione rudo-czarno z epipleurami, odnóżami, czułkami, głaszczkami i większością strony brzusznej rudordzawymi. Głowa umiarkowanie gęsto, równomiernie punktowana. Przedplecze o rozjaśnionych bokach, gęstej punktacji wyraźniejszej niż ta na głowie oraz słabym, nieregularnym siateczkowaniu. Przedni rząd punktów przedplecza nieprzerwany pośrodku. Boczne brzegi silnie rozszerzone. Tylny rząd punktów szeroko przerwany pośrodku. Tylne kąty przedplecza wyraźnie zaokrąglone. Punkty na pokrywach drobne i całkiem gęste z tyłu. Na pokrywach 5 rzędów (striae) słabo odciśniętych punktów, z których rząd 1, 2 i 5 lepiej zaznaczone od pozostałych. Aedeagus samca smukły, zakrzywiony, słabo acz jednolicie zwężający się od podstawy ku wierzchołkowi.
Od podobnego Copelatus paralleipipedus chrząszcz ten różni się m.in. większym i bardziej wydłużonym penisem, mniej gęstą punktacją pokryw i słabszymi rysami na sternitach odwłoka.

## Występowanie
Gatunek ten jest endemitem Egiptu, gdzie występuje w dolinie i delcie Nilu oraz na wschodniej pustyni.